# A Son of Neptune
A Son of Neptune è un cortometraggio muto del 1916 scritto, diretto e interpretato da William V. Mong.

## Produzione
Il film fu prodotto dall'Universal Film Manufacturing Company.

## Distribuzione
Distribuito dall'Universal Film Manufacturing Company, il film - un cortometraggio in tre bobine della durata di circa 35 minuti - uscì nelle sale cinematografiche USA il 15 agosto 1916.